# Rhyscotoides ortonedae
Rhyscotoides ortonedae är en kräftdjursart som först beskrevs av Gustav Budde-Lund1908.  Rhyscotoides ortonedae ingår i släktet Rhyscotoides och familjen Rhyscotidae. Inga underarter finns listade i Catalogue of Life.